# 이정민 (아나운서)
이정민은 대한민국의 JIBS 제주방송 아나운서이다.

## 학력
- 제주대학교 영어영문학과 학사

## 경력
- 2004년 JIBS 아나운서

## 진행 프로그램
- JIBS 아침뉴스
- JIBS 8 뉴스 (주말)
- 클릭! Now 제주
- 이정민의 뉴파워 FM